# Xenodusa cava
Xenodusa cava är en skalbaggsart som först beskrevs av Leconte 1863.  Xenodusa cava ingår i släktet Xenodusa och familjen kortvingar. Inga underarter finns listade i Catalogue of Life.